# Markel Etxeberria Mendiola
Markel Etxeberria Mendiola (Erandio, Biscaia; 15 de febrer de 1995) és un futbolista basc que juga en la demarcació de lateral dret al Sestao River.

## Trajectòria
Va ingressar en les categories inferiors de l'Athletic Club el 2005 sent aleví. El 2012, quan tenia amb prou feines 17 anys, va realitzar la pretemporada amb el primer equip entrenat per Marcelo Bielsa, debutant davant l'Olympique de Lió (1-2). Malgrat realitzar la pretemporada amb el primer equip, va jugar amb el segon filial (CD Basconia). El 2013, va ascendir al Bilbao Athletic on va estar 3 temporades, aconseguint un ascens a Segona Divisió el 2015. El 7 de febrer de 2016,va marcar el seu únic gol amb el filial, en la primera victòria del conjunt blanc-i-vermell fora de casa (2-3) davant el RCD Mallorca.
El 2016, després del descens a Segona Divisió B, l'Athletic va decidir cedir els millors canterans com Remiro o el propi Markel a equips de Segona Divisió. Markel va ser cedit al Valladolid on ja havien passat altres canterans com Kepa. Va ser una temporada difícil per a ell, ja que no va entrar en els plans de Paco Herrera i només va poder disputar 183 minuts de Lliga repartits en cinc partits. La temporada 2017-18 va jugar pel CD Numància, com a cedit novament, on va arribar a disputar els play-offs d'ascens a primera divisió. Al final de la campanya, l'Athletic Club va decidir no renovar-li el contracte i el jugador es va incorporar en propietat al conjunt sorià.
L'agost de 2019 va fitxar pel FC Cartagena després de finalitzar el seu contracte amb l'equip numantí. El 20 de juliol de 2020, el FC Cartagena aconseguiria l'ascens a la Segona Divisió espanyola després d'eliminar l'Atlètic Balears en el torn de penals de l'eliminatòria de campions, després d'haver estat líders del Grup IV. A l'octubre va rescindir el seu contracte amb el club.
El 26 de gener de 2021 va signar pel Barakaldo de la Segona Divisió B. Sis mesos més tard va fitxar pel CE Eldenc de Segona RFEF.